# جان فان ستين
جان فان ستين مواليد 2 يونيو 1929 في بلجيكا - الوفاة 28 فبراير 2013 في بلجيكا، كان لاعب كرة قدم بلجيكي كان يلعب في مركز الوسط. سبق له أن لعب في كأس العالم لكرة القدم مع منتخب بلاده وذلك في مونديال عام 1954.

## المسيرة الاحترافية

### أندية لعب لها
- نادي رويال أندرلخت

## روابط خارجية
- جان فان ستين على موقع الاتحاد الدولي (مؤرشف)  (الإنجليزية)
- جان فان ستين على موقع الاتحاد البلجيكي (الإنجليزية)
- جان فان ستين على موقع قاعدة بيانات كرة القدم.إي يو (الإنجليزية)
- جان فان ستين على موقع ناشيونال فوتبول تيمز (الإنجليزية)
- جان فان ستين على موقع Soccerway.com (الإنجليزية)
- جان فان ستين على موقع عالم كرة القدم.نت (الإنجليزية)